# ملكة الدف (رواية)
ملكة الدف (بالإنجليزية: The Queen of the Tambourine)‏ هي رواية للكاتبة الإنجليزية جين غاردام، نشرت عام 1991، عن دار نشر سنكلير ستيفنسون.